# Formica neogagates
Formica neogagates es una especie de hormiga del género Formica, familia Formicidae. Fue descrita científicamente por Viereck en 1903.
Se distribuye por Canadá, México y los Estados Unidos. Se ha encontrado a elevaciones de hasta 3020 metros. Vive en microhábitats como rocas, piedras y sobre vegetación baja.